# سكوت أرنولد (مبارز بالسيف)
سكوت أرنولد (بالإنجليزية: Scott Arnold)‏ هو مبارز بالسيف أسترالي، ولد في 13 مارس 1965 في ملبورن في أستراليا.

## وصلات خارجية
- سكوت أرنولد على موقع أوليمبيديا (الإنجليزية)
- سكوت أرنولد على موقع اللجنة الأولمبية الأسترالية (الإنجليزية)